# التطعيم ضد فيروس كورونا في البرازيل
حملة التطعيم ضد كوفيد-19 (فيروس كورونا) في البرازيل هي حملة تمنيع جماعي جارية لجائحة فيروس كورونا في البرازيل. بدأت في 17 يناير عام 2021، عندما سجلت البلاد 210,000 حالة وفاة.
استورد معهد بوتانتان أول 6 ملايين جرعة من لقاح كورونافاك بالتعاون مع شركة سينوفاك بيوتيك الصينية.
لا يوجد موعد نهائي متوقع لتمنيع جميع سكان البلاد بسبب نقص الإمدادات اللازمة لإنتاج اللقاح بالإضافة إلى الخلافات السياسية بين حكومة ولاية ساو باولو وحكومة جايير بولسونارو.
وفقًا لدراسة أجريت في يونيو عام 2022 ونُشرت في مجلة ذا لانسيت، منع لقاح كوفيد-19 في البرازيل مليون حالة وفاة إضافية من 8 ديسمبر عام 2020 حتى 8 ديسمبر عام 2021.

## خلفية
قبل لقاح بوتانتان، طلب معهد أوزوالدو كروز (فيوكروز) إذنًا من الوكالة الوطنية للمراقبة الصحية (أنفيزا) لاستيراد اللقاح. كان الهدف استيراد مليوني جرعة من اللقاحات التي طورتها جامعة أكسفورد وشركة الأدوية، آسترازينيكا. وافقت أنفيزا، في 17 يناير عام 2021، على الاستخدام الطارئ للقاح في البرازيل. في 22 يناير عام 2021، بعد حدوث عقبة بين الحكومتين الهندية والبرازيلية، تلقت البرازيل مليوني جرعة أخرى من لقاح آسترازينيكا. في نفس اليوم، وافقت أنفيزا على 4.8 مليون جرعة أخرى من لقاح كورونافاك لاستخدامها في حالات الطوارئ.

## التوزيع الأولي
بعد فترة وجيزة من الموافقة على استخدام اللقاحات في حالات الطوارئ، عقدت حكومة ساو باولو مؤتمرًا صحفيًا لإعطائها أول مرة. كانت الممرضة مونيكا كالازانز أول شخص خارج التجارب السريرية يتم تطعيمه ضد كوفيد في البلاد.
كان من المقرر أن تبدأ حملة التطعيم في جميع أنحاء البلاد في 18 يناير عام 2021، الساعة 5 مساءً (ت ع م−03:00)، ولكن بسبب مشاكل لوجستيكية، أجلت بعض الولايات الموعد إلى اليوم التاسع عشر من الشهر، لأن اللقاحات لن تصل قبل حلول الليل. شملت الولايات التي بدأت التطعيم في الثامن عشر ساو باولو وريو دي جانيرو وريو غراندي دو سول والأمازون وماتو غروسو وبارانا وبيرنامبوكو وميناس جرايس وإسبيريتو سانتو ومارانهاو وتوكانتينس وماتو غروسو دو سول وسيارا وغوياس وبياوي وسانتا كاتارينا. كان فنيو التمريض والممرضات وذوو البشرة السوداء والنساء هم المسؤولون غالبًا عن افتتاح حملة التطعيم في الولايات.
في عالم الفن، أصبحت الممثلتان زيزي موتا و وسولانج كوتو أول شخصيتين يتم تطعيمهما. كانت الأخصائية الاجتماعية وفنية التمريض، فانوزيا كوستا، من القرية متعددة الإثنيات، أبناء هذه الأرض، أول من تم تطعيمهم بين السكان الأصليين.
في 23 يناير عام 2021، في عمل رمزي، بدأ التطعيم في البرازيل بلقاح أكسفورد. كان أول شخص تلقى اللقاح هو طبيب الأمراض المعدية إستيفاو بورتيلا. في نفس المناسبة، تم تطعيم أخصائية أمراض الجهاز التنفسي، مارغريت دالكولمو. كانت الطبيبة سارة أناندا غوميز ثالث شخص يتم تطعيمه. بعد فترة وجيزة، تم تمنيع سبعة مهنيين صحيين آخرين.

## الجدول الزمني والأهداف
في 17 فبراير عام 2021، قدم وزير الصحة آنذاك، إدواردو بازويلو، في اجتماع مع المحافظين، جدولًا زمنيًا لحملة التلقيح في البرازيل. ذكر أنه بين فبراير ويوليو عام 2021، سيتم توزيع 230.7 مليون جرعة إضافية من اللقاحات ضد كوفيد-19.
في 3 مارس عام 2021، نشرت وزارة الصحة في الجريدة الرسمية مرسومًا ينص على الإعفاء من المناقصة على اقتناء 38 مليون جرعة من لقاح يانسن (فرع الأدوية لمجموعة جونسون آند جونسون) و100 مليون جرعة من لقاح فايزر. حتى ذلك الوقت، كانت اللقاحات المعتمدة للاستخدام الرئيسي في الدولة هي لقاحات فايزر–بيونتك و أكسفورد–آسترازينيكا. من ناحية أخرى، كان يُسمح باستخدام لقاحات بوتانتان/سينوفاك ويانسن فقط في حالات الطوارئ وكانت مخصصة للمجموعات ذات الأولوية. بدأت المفاوضات بين البرازيل وفايزر–بيونتك في النصف الثاني من عام 2020، لكنها لم تستمر بسبب رفض الحكومة البرازيلية قبول بند تعاقدي يعفي شركة الأدوية من تحمل تكاليف الآثار الجانبية المحتملة للقاح.
في 4 مارس عام 2021، في اجتماع نهائي للترتيبات التعاقدية مع شركة فايزر، انتهى الأمر بوزارة الصحة بالاستسلام وقبلت البنود التي فرضتها شركة الأدوية والتي أعاقت مفاوضات البرازيل من الحصول على جرعات لقاح فايزر. من بين هذه البنود، لن تتحمل شركة فايزر مسؤولية تكاليف الآثار الجانبية المحتملة للقاحها. بعبارة أخرى: «أن يتم التوقيع على شرط تحمل مسؤولية الآثار الجانبية المحتملة للقاح». قالت وزارة الصحة إن هذا التوقيع كان ممكنا بفضل القانون 534 لعام 2021 الذي ينص على أن الاتحاد والولايات والمقاطعة الاتحادية والبلديات مخولة بشراء اللقاحات وتحمّل المخاطر المتعلقة بالمسؤولية المدنية، بموجب شروط عمليات شراء أو توريد اللقاحات، فيما يتعلق بالأحداث الضائرة بعد التطعيم.
تم بالفعل توقيع العقد وتحليله من قبل الدائرة القانونية بوزارة الصحة.
وفقًا لجدول زمني أصدرته وزارة الصحة في 5 مارس عام 2021، ستُرسل لقاحات كورونافاك من معهد بوتانتان أسبوعيًا طوال شهر مارس إلى الولايات والمقاطعة الفيدرالية. إجمالًا، من المتوقع توزيع 22.7 مليون جرعة من كورونافاك. وفقًا لوزارة الصحة، ستُرسل أيضًا:
- 3.7 مليون جرعة من لقاح أكسفورد–آسترازينيكا في النصف الثاني من شهر مارس؛
- 2.9 مليون جرعة من قبل تحالف مرفق كوفاكس ومنظمة الصحة العالمية؛
- 8 ملايين جرعة من لقاح كوفاكسين -وهو لقاح هندي لم توافق عليه أنفيزا بعد. وبذلك، سيبلغ التوزيع الإجمالي على الولايات والمقاطعة الاتحادية 38 مليون جرعة في مارس، وهو أقل من الرقم الذي قدرته وزارة الصحة في فبراير للشهر التالي، والذي يبلغ 46 مليون جرعة، أي يوجد نقص يعادل 7.8 مليون جرعة لقاح لشهر مارس.[7][8]

## تقدم عملية التطعيم
بلغت تغطية التطعيم المستهدفة المخطط لها من قبل معظم البلدان بشكل عام نحو 60-70%. لربما وُجدت حاجة إلى زيادتها بشكل كبير لإيقاف المتحور دلتا.
بُلغ الحد الأقصى المتمثل في تغطية 60% من السكان بالتطعيم الجزئي (على الأقل جرعة واحدة من أصل جرعتين) في 24 أغسطس عام 2021. وبحلول 23 سبتمبر، أُعطيت 250.3 ألف جرعة معززة، وبحلول 30 مارس عام 2022، تم تطعيم 75% من السكان بشكل كامل.
بحلول نهاية ديسمبر، لم يعد نحو 20 مليون شخص لأخذ جرعتهم الثانية، وكانت جرعاتهم المحجوزة على وشك انتهاء صلاحيتها. بعد ذلك، أعلنت وزارة الصحة عن التبرع بـ10 ملايين جرعة لكوفاكس.

### الجرعات المعززة
في 25 أغسطس عام 2021، أعلنت وزارة الصحة أن التطعيم بالجرعات المعززة سيبدأ في 15 سبتمبر للأشخاص الذين تزيد أعمارهم عن 70 عامًا والذين أخذوا اللقاح كاملًا لمدة ستة أشهر على الأقل وللأفراد الذين يعانون من نقص المناعة الذين أخذوا اللقاح كاملًا لمدة 28 يومًا على الأقل. في 31 أغسطس، بدأت مدينتا سلفادور وكوريتيبا إعطاء جرعات معززة لكبار السن قبل الموعد المحدد، وسرعان ما تبعتها معظم عواصم الولايات الأخرى.
في 16 نوفمبر، أعلنت وزارة الصحة أنه سيتم تقديم جرعة معززة لجميع البالغين بعد خمسة أشهر من الجرعة الثانية. ستكون جرعة التعزيز من نفس نوع اللقاح المأخوذ أول مرة، باستثناء الذين تم تطعيمهم بكورونافاك، والذين سيحصلون على جرعة معززة من لقاح فايزر–بيونتك.
في 20 ديسمبر، لزيادة الحماية ضد المتحور أوميكرون، أعلنت وزارة الصحة أنها ستقدم الجرعة المعززة بعد أربعة أشهر والجرعة الرابعة بعد أربعة أشهر للأفراد الذين يعانون من نقص المناعة.